# Kasibaeocera mussardi
Genre
Espèce
Synonymes
- Eubaeocera mussardi Löbl, 1971 (protonyme)
- Baeocera mussardi (Löbl, 1971)

Kasibaeocera mussardi, seul représentant du genre Kasibaeocera, est une espèce de coléoptères de la famille des Staphylinidae et de la sous-famille des Scaphidiinae.

## Répartition et habitat
Cette espèce est décrite du Sri Lanka, mais également connue d'Inde, du Bhoutan, du Népal, de Chine et de Thaïlande.

## Taxinomie
L'espèce est décrite en 1971 par l'entomologiste Ivan Löbl sous le protonyme Eubaeocera mussardi. D'abord déplacée dans le genre Baeocera, dont Eubaeocera est fait synonyme, l'espèce est placée dans un genre propre, Kasibaeocera, par Leschen et Löbl en 2005.